# Muhammad Shahrour
Muhammad Shahrour (arabe : محمد شحرور), né en 1938 à Damas et mort le 21 décembre 2019 à Abou Dhabi, professeur de génie civil à l'université de Damas, est un islamologue syrien et un exégète réformiste contemporain du Coran.
Il commença à étudier le Coran et les fondements de l'islam après son retour de Moscou où il avait suivi ses études universitaires. Ce passage par l'Union soviétique fut souvent utilisé pour accuser ses écrits de marxisme. Sa célébrité vient de l'ouvrage qu'il publia en 1990, intitulé Le Livre et le Coran, dans lequel il tenta une nouvelle lecture du Coran à travers une analyse originale de la langue arabe employée au début du VIIe siècle.

## Biographie
Mohamed Shahrour passa ses études secondaires à Damas, avant de s'envoler pour Moscou où il suivit des études en génie civil. Une fois de retour à Damas, il enseigna à la faculté de génie civil de l'université de la capitale syrienne jusqu'en 1968. Il obtient son doctorat en 1972. Depuis cette année, il devint professeur titulaire à la même faculté. Ce ne fut qu'après 1967 qu'il commença à s'intéresser à l'exégèse coranique (aussi appelée tafsir).

## Positions et idées
Dans l'ouvrage qu'il publia en 1990, intitulé Le Livre et le Coran, il tenta une nouvelle lecture du Coran à travers une analyse originale de la langue arabe employée au début du VIIe siècle. Il y qualifia de non-scientifique l'ensemble de l'exégèse coranique  traditionnelle. Ce qui suscita une vaste polémique durant toutes les années 1990 durant lesquelles plusieurs ouvrages furent publiés pour critiquer ou défendre les thèses défendues par Mohamed Shahrour.
Quoi qu'il soit l'un des exégètes arabes contemporains les plus critiques vis-à-vis de la tradition arabo-musulmane, il ne se revendique pas du même courant coraniste qu'Ahmed Subhy Mansour (en).
Shahrour et une douzaine d'intellectuels arabes provoquèrent un esclandre médiatique lorsqu'ils appelèrent à une réinterprétation radicale du Coran lors d'un séminaire scientifique au Caire intitulé Islam et Réforme en 2004. Ses idées sont souvent attaquées par des professeurs traditionalistes de l'université cairote d'Al-Azhar, dont deux ont même fait son takfir (i.e. l'ont déclaré apostat), Mustafa Al-Shak'a et Farahat Al-Sayeed Al-Mungi. D'ailleurs, quelques ouvrages de Muhammad Shahrour furent interdits à la vente dans plusieurs pays arabes, mais des milliers de copies furent tout de même publiées et plusieurs éditions se succédèrent, circulant souvent sous le manteau. Au moins treize ouvrages ont été écrits contre Shahrour et ses idées.

## Ouvrages

### En français
- Le Livre et le Coran : une lecture contemporaine, 1990.
- Études islamiques contemporaines sur l'État et la société, 1994.
- L'islam et la foi, 1996.
- Vers de nouveaux fondements à la jurisprudence islamique : la question de la femme (le testament, l'héritage, la polygamie, l'habillement), 2000.
- Assécher les sources du terrorisme, 2008.
- Les histoires du Coran : une lecture contemporaine. I- Introduction aux histoires et à l'histoire d'Adam, 2010.
- Pour un islam humaniste. Une lecture contemporaine du Coran (trad. de l'arabe, présenté et annoté par Makram Abbès) Paris, Cerf, 2019

livre de Muhammad Shahrour (Thé Quran, Morality, and critical reason) en français (Le Coran, la morale et la raison critique)
Al-Shahrour argumente que le Coran doit être interprété à la lumière de la raison et des contextes historiques. Il remet en question les interprétations traditionnelles et propose une approche plus moderne qui prend en compte les réalités contemporaines. L'auteur souligne l'importance de la moralité dans le Coran, affirmant que les valeurs éthiques fondamentales transcendent les normes culturelles et doivent être réévaluées. En utilisant la raison critique, Al-Shahrour encourage une lecture du Coran qui promeut la justice, l'égalité et la liberté, tout en rejetant les interprétations dogmatiques qui ont mené à des conflits. Le Coran incite à méditer et à réfléchir sur ses versets, à ne pas suivre aveuglément les traditions parentales et sociales sans compréhension, conscience et discernement. En somme, ce livre appelle à un dialogue entre la foi et la raison et appelle à une compréhension du Coran qui reste fidèle à ses enseignements tout en s'adaptant aux défis du monde moderne.
Le texte fait référence à l’affirmation de Shahrour selon laquelle le Coran n’a pas de mots synonymes et que chaque mot a sa signification unique. Il s’agit d’un principe fondamental de sa méthodologie (c’est-à-dire la distinction entre *al-kitaab* et *al-Quran*). Le passage décrit le concept tripartite de l’existence de Shahrour — *être*, *progresser* et *devenir* — comme essentiel à sa relecture du Coran. Cela fait partie de son cadre pour comprendre la relation dynamique entre l’existence humaine, le cosmos et la société.
L’extrait fourni s’aligne sur l’argument de Shahrour dans le livre selon lequel l’analyse rationnelle est la seule façon de vraiment comprendre le Coran. Il évoque également l’importance qu’il accorde à l’adaptation des interprétations en fonction des nouvelles connaissances et des circonstances changeantes, en particulier pour les questions sociales comme les droits des femmes.